# Valeria Răcilă
Valeria Răcilă van Groningen (2 de junio de 1957) es una remera rumana y que llegó a ser campeona olímpica.
Consiguió ganar una medalla de oro en sculls individual en los Juegos Olímpicos de Los Ángeles 1984. Cuatro años antes también había obtenido otra medalla olímpica, en esta ocasión de bronce, en el doble scull en Moscú.